# Roman de Troie

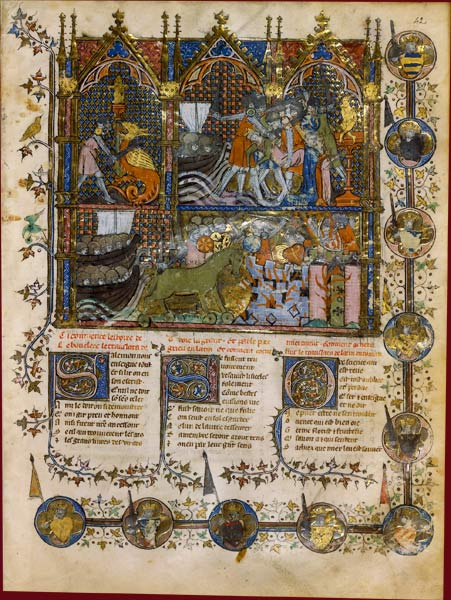
Roman de troie

Le Roman de Troie est un roman médiéval rédigé par Benoît de Sainte-Maure vers 1160-1170.
Composé de 30 000 vers octosyllabes à rimes plates, ce roman est la principale œuvre en langue romane traitant de la guerre de Troie au Moyen Âge. L'auteur se propose de mettre en roman les courts récits latins de la prise de Troie de Darès de Phrygie et de Dictys de Crète, tout en récusant la source homérique, accusée de mensonge, et mal connue. 

## Contexte social
L'œuvre a pu être dédiée à Aliénor d'Aquitaine et commanditée par elle, si l'on se fie à l'hommage rendu par l'auteur à une riche dame de riche rei. Mais ce patronage est discutable : la formule vague peut autant faire allusion à la Vierge qu'à Aliénor ou à toute autre reine susceptible de vouloir commanditer et rémunérer l'auteur. 

## Postérité
Le succès du roman, que l'on mesure aujourd'hui encore au vu des cinquante-deux manuscrits conservés, est tel qu'il s'est vu cinq fois mis en prose entre la seconde moitié du XIIIe siècle et le début du XIVe. En outre, il a fait l'objet d'une traduction en espagnol, version dite « d'Alphonse XI ».
L'histoire de Troïlus et Cressida a inspiré Il Filostrato par Giovanni Boccaccio, Troïlus et Criseyde par Geoffrey Chaucer et Troïlus et Cressida par William Shakespeare.

## Éditions modernes
Aristide Joly est le premier à avoir établi une version moderne du texte complet entre 1870 et 1871. Il était précédé de l'Allemand Karl Bartsch en 1866, mais celui-ci n'en avait édité qu'un extrait, tout comme bon nombre de ses suiveurs.
L'autre édition notable est celle de Léopold Constans, entre 1904 et 1912, opérée à partir de tous les manuscrits connus à son époque.

## Traductions modernes
Le roman médiéval ne bénéficie actuellement que de la seule traduction d'Emmanuelle Baumgartner en 1987.